# Atletica leggera ai III Giochi paralimpici estivi
Per l'atletica leggera paralimpica ai Giochi paralimpici estivi di Tel Aviv 1968 furono disputate 70 gare (35 maschili e 35 femminili). Le gare si svolsero dal 5 al 13 novembre 1968 e vi presero parte 423 atleti provenienti da 26 nazioni.

## Nazioni partecipanti
- Argentina (18)
- Australia (22)
- Austria (20)
- Belgio (10)
- Canada (22)
- Corea del Sud (2)
- Etiopia (2)
- Finlandia (2)
- Francia (12)
- Germania Ovest (39)
- Giamaica (7)
- Giappone (38)
- India (9)
- Irlanda (2)
- Israele (26)
- Italia (22)
- Malta (6)
- Norvegia (8)
- Nuova Zelanda (12)
- Paesi Bassi (14)
- Regno Unito (33)
- Rhodesia (7)
- Spagna (5)
- Stati Uniti (61)
- Sudafrica (8)
- Svizzera (16)

## Medagliere
Evidenziato il medagliere del paese organizzatore.
| Pos.   | Nazione        |    |    |    | Totale |
| ------ | -------------- | -- | -- | -- | ------ |
| 1      | Stati Uniti    | 16 | 11 | 16 | 43     |
| 2      | Israele        | 9  | 11 | 12 | 32     |
| 3      | Argentina      | 9  | 8  | 8  | 25     |
| 4      | Australia      | 7  | 7  | 5  | 19     |
| 5      | Sudafrica      | 5  | 7  | 4  | 16     |
| 6      | Regno Unito    | 5  | 5  | 4  | 14     |
| 7      | Italia         | 5  | 4  | 5  | 14     |
| 8      | Canada         | 5  | 4  | 3  | 12     |
| 9      | Germania Ovest | 3  | 5  | 2  | 10     |
| 10     | Giamaica       | 2  | 0  | 0  | 2      |
| 11     | Giappone       | 1  | 2  | 5  | 8      |
| 12     | Rhodesia       | 1  | 1  | 2  | 4      |
| 13     | Nuova Zelanda  | 1  | 1  | 1  | 3      |
| 14     | Francia        | 1  | 0  | 0  | 1      |
| 15     | Austria        | 0  | 4  | 2  | 6      |
| 16     | Irlanda        | 0  | 0  | 1  | 1      |
| Totale | Totale         | 70 | 70 | 70 | 210    |